# Backbone (Boney James)
Backbone è il secondo album in studio del sassofonista statunitense Boney James, pubblicato nel 1994.

## Tracce
1. Backbone – 4:25
2. Bleecker Street – 4:21
3. Just Between Us – 4:43
4. Trinidad – 4:43
5. Blue – 2:39
6. Love You All My Lifetime – 5:00
7. Happy Home – 5:58
8. One Autumn Night – 5:00
9. The Night I Fell in Love – 5:32